# Institut national d'études démographiques
« ined » redirige ici. Pour les autres significations, voir ined (homonymie).
 (juin 2015).
Si vous disposez d'ouvrages ou d'articles de référence ou si vous connaissez des sites web de qualité traitant du thème abordé ici, merci de compléter l'article en donnant les références utiles à sa vérifiabilité et en les liant à la section « Notes et références ».
L'Institut national d'études démographiques (Ined) est un établissement public français spécialisé dans les recherches en démographie et les études de population en général.

## Historique

### Fondation
L'Ined a été créé par l'ordonnance no 45-2499 du 24 octobre 1945. L'initiative en revient au pédiatre Robert Debré (1882-1978), qui avait transmis en janvier 1944 au Comité français de libération nationale d'Alger un rapport sur l'institutionnalisation de la démographie. Le général de Gaulle, préoccupé par les questions démographiques, confie la direction du nouvel institut au statisticien-économiste Alfred Sauvy, auteur en 1938 des premières mesures de soutien à la natalité en tant que conseiller du président du Conseil Paul Reynaud. L'Ined récupère les locaux de la Fondation française pour l'étude des problèmes humains du docteur Alexis Carrel, fondée sous Vichy, et environ 7 % du personnel de la fondation, qui ne comprenait que quelques démographes.
L'ordonnance de 1945, signée par De Gaulle, Charles Tillon et René Pleven, définit ainsi la mission de l'institut, particulièrement dans son second article : « L'Ined est chargé d'étudier les problèmes démographiques sous tous leurs aspects. À cet effet, l'institut rassemble la documentation utile, ouvre des enquêtes, procède à des expériences et suit les expériences effectuées à l'étranger, étudie les moyens matériels et moraux susceptibles de contribuer à l'accroissement quantitatif et à l'amélioration qualitative de la population et il assure la diffusion des connaissances démographiques. ».

### Missions redéfinies en 1986
Le Décret no 86-382 du 12 mars 1986 abroge l’ordonnance de 1945 et convertit l’Ined en établissement public à caractère scientifique et technologique (EPST), un statut comparable à celui du CNRS, de l'Institut national de la recherche agronomique (INRA), de l'Institut national de la santé et de la recherche médicale (Inserm) ou de l'Institut de recherche pour le développement (IRD, ex-ORSTOM). L'institut, qui dépendait jusque-là des ministères sociaux, est désormais placé sous la tutelle principale du ministère de la recherche (qui rétribue le personnel fonctionnaire). Une tutelle complémentaire est assurée par les ministères chargés des questions de population et de statistiques de santé (Affaires sociales, santé ou travail, selon les gouvernements).
Avec le décret de 1986, l’objectif nataliste de 1945 disparaît, l'Ined ayant pour mission de développer et de diffuser les connaissances démographiques au profit du progrès économique et social en général. Aux termes du décret de 1986, les missions de l'institut sont ainsi définies :
- « il entreprend, développe et encourage, à son initiative ou à la demande des pouvoirs publics, tous travaux de recherche ayant pour objet l’étude des populations sous tous leurs aspects ;
- il évalue, effectue ou fait effectuer toutes recherches utiles à la science démographique et à sa contribution au progrès économique, social et culturel du pays ;
- il recueille, centralise et valorise l’ensemble des travaux de recherche tant français qu’étrangers relevant de son champ d’activité ; il tient notamment le gouvernement et les pouvoirs publics informés des connaissances acquises ;
- il apporte son concours à la formation à la recherche et par la recherche dans les domaines de sa compétence ;
- il assure l’information du public sur les questions démographiques ;
- il assure au niveau international la diffusion des travaux démographiques en favorisant l’usage de la langue française. »

### Génération des fondateurs
L'Ined connaît des débuts difficiles. Avec le démarrage inattendu du baby-boom (200 000 naissances de plus en France en 1946), un institut destiné à encourager la natalité semble superflu. Mais, très vite, l'Ined se voit confier des études sur les conséquences du baby-boom en matière de logement, de scolarité, d'emploi, de mortalité infantile et maternelle. Les premiers démographes de l'Ined, généralement polytechniciens, s'inspirent des travaux d'Alfred James Lotka (1880-1949) et de Pierre Depoid (1909-1968) pour élaborer des méthodes d'analyse démographique originale qui affirment l'indépendance scientifique de l'institut et fondent sa réputation internationale. Quelques noms se détachent :
- Jean Bourgeois-Pichat (1912-1990), qui explore les notions de population stable, quasi stable et semi-stable, et modélise les réseaux de relations entre variables démographiques (il séjourne à la division de la population des Nations unies de 1953 à 1962, avant de succéder à Sauvy comme directeur de l'Ined) ;
- Louis Henry (1911-1991), fondateur de la démographie historique, qui propose, dès 1953, d'échantillonner les registres paroissiaux de l’Ancien régime pour reconstituer les familles et retracer la dynamique démographique de la France de 1740 à 1830 (enquête menée en collaboration avec l'archiviste Michel Fleury).
- Sully Ledermann (1915-1967), qui applique des méthodes d'analyse multivariée pour estimer les tables-types de mortalité à partir d'un ou deux paramètres ;
- Paul Vincent (1912-1979), introducteur de la notion de potentiel d'accroissement (momentum en anglais), qui mesure les réserves de croissance d'une population inscrites dans sa structure par âges.

L'œuvre de ces pionniers trouve une formulation canonique dans les manuels et le dictionnaire de démographie de Roland Pressat, recruté à l'Ined en 1953, dont se nourriront des générations d'étudiants. Pressat diffusera les principes de l'analyse démographique dans de nombreux pays, en particulier au Québec, en Europe de l'Est et en Afrique. On lui doit la présentation actuelle du diagramme de Lexis, l'outil de base pour suivre l'évolution des cohortes au fil des âges et des années.
Dans le domaine des sondages, le sociologue Jean Stoetzel (1910-1987), qui avait fondé l'Institut français d'opinion publique (IFOP) dès 1938 après un stage en Amérique du Nord chez Gallup, lance à l'Ined de nombreuses enquêtes avec l'appui d'Alain Girard (1914-1996) sur le travail des femmes, le nombre idéal d'enfants, le choix du conjoint, l'immigration, etc. Ce travail d'enquête sera relayé dans les années 1970 par Louis Roussel et dans les années 1980 par Henri Leridon.
L'histoire sociale des populations est représentée par Louis Chevalier (1911-2001), historien de Paris, qui sera élu au collège de France en 1952, et l'histoire des maladies par le Dr Jean-Noël Biraben.
La génétique des populations est développée successivement par Jean Sutter (1910-1970) et Albert Jacquard (1925-2013).

### Nouvelles générations de chercheurs
Une seconde génération d’inédiens prend le relais à partir de 1965, composée de polytechniciens (Daniel Courgeau, Henri Leridon, Hervé Le Bras) ou de démographes d'origine diverse (Jacques Vallin, Georges Tapinos [1940-2000], Patrick Festy, Chantal Blayo, Jean-Claude Chesnais).
La fin des années 1990 voit l'avènement d'une troisième génération de chercheurs à la tête de l'institut et des unités de recherche, où coexistent des polytechniciens, des normaliens, d'anciens élèves de l'ENSAE, des diplômés de l'Institut de démographie de Paris et quelques médecins. Les femmes accèdent en plus grand nombre aux postes de responsabilités. Depuis 1990, l'entrée à l'Ined se fait nécessairement sur concours après la thèse. De nouvelles générations de chercheurs, nés dans les années 1960 et 1970, contribuent désormais à diversifier et à renouveler les travaux de l'institut : de nouvelles thématiques sont étudiées, de nouvelles sources sont disponibles, de nouvelles méthodes sont développées. L’approche pluridisciplinaire fait désormais partie intégrante de la spécificité scientifique de l’Ined.

### Directions successives
Directeur :
- 1945-1962 : Alfred Sauvy (1898–1990)
- 1962-1971 : Jean Bourgeois-Pichat (1912–1990)
- 1972-1992 : Gérard Calot (1934–2001)
- 1992-1995 : Jacques Magaud (1940– )
- 1995-1998 : Patrick Festy (1945–2022)
- 1999-2009 : François Héran (1953– )
- 2009-2015 : Chantal Cases (1956–2023)
- 2016-2023 : Magda Tomasini[2] (1969- ).
- 2023-2024 : Aline Désesquelles (Directrice par intérim)
- Depuis 2024 : François Clanché

Président du Conseil d'administration :
- 1945-1954 : Adolphe Landry
- 1956-1963 : Henri Laugier
- 1978-1983 : Jacques Doublet
- 1983-1986 : Michel Combarnous, conseiller d'État
- 1986-1989 : Pierre-Patrick Kaltenbach
- 1989-1998 : Jean-Claude Barreau
- 1999-2008 : Bernard Pêcheur, conseiller d'État
- 2009-2012 : Danièle Hervieu-Léger, ancienne présidente de l'École des Hautes études en sciences sociales (EHESS)
- 2012-2016 : Patrice Duran, professeur des universités, ancien directeur du département de sciences sociales à l'École normale supérieure de Cachan.
- 2016-2020 : Jean-Richard Cytermann, Inspecteur général de l’administration de l’Éducation nationale et de la recherche (IGAENR)[3].
- Depuis décembre 2020 : Pierre-Cyrille Hautcoeur, directeur d'études à l'EHESS, ancien président de l’EHESS

Président du Conseil scientifique :
- 2001-2006 : Guillaume Wunsch, professeur à l'Université catholique de Louvain (Louvain-la-Neuve), membre de l'Académie royale de Belgique
- 2006-2010 : Catherine Rollet, professeure à l'université de Versailles-Saint-Quentin-en-Yvelines.
- 2010-2016 : Gustavo De Santis, professeur à l'Université de Florence.
- 2016-2023 : Laura Bernardi, professeur à l'Université de Lausanne
- Depuis 2023 : Anne H. Gautier, chercheure au Netherlands Interdisciplinary Demographic Institute (NIDI)

Président de la Commission d'évaluation :
- 2001-2005 : Alain Chenu, professeur à l'Institut d'études politiques de Paris
- 2005-2009 : Francesco Billari, professeur à l'université Bocconi (Milan).
- 2010-2014 : Herbert Smith, professeur à l'université de Pennsylvanie (Philadelphie).
- 2014-2018 : Richard Marcoux, professeur à l'université Laval (Québec).
- 2018-2021 : Patrick Heuveline, professeur à l'Université de Californie à Los Angeles (États-Unis)
- Depuis 2021 : Parfait Martial Eloundou Enyegue, directeur du département de sociologie du développement à Cornell University (États-Unis)

Secrétaire général :
- 1945-1969 : Roger Peltier
- 2002-2006 : Yves Blin
- 2007-2009 : Bertrand Minault
- 2009-2012 : Françoise Depoid
- 2012-2015 : Benoît Forêt
- 2015-2020 : Muriel Pochard
- 2020-2023 : Vincent Benavent
- Depuis 2023 : Nathalie Jacob

## Organisation

### Dix unités de recherche et deux unités mixtes de service
L'Ined emploie en 2021 environ 270 personnes, dont 56 chercheurs titulaires, 94 techniciens ou ingénieurs, une cinquantaine de doctorants, une trentaine de post-doctorants ainsi que 40 chercheurs associés. L’appartenance disciplinaire des chercheurs de l’Ined est variée et complémentaire : démographie bien sûr mais aussi sociologie, économie, histoire, géographie, statistique, anthropologie, épidémiologie ou médecine. À l'instar des autres établissements publics de recherche, les chercheurs de l'Ined sont hiérarchisés en deux corps : les chargés de recherche et les directeurs de recherche, à leur tour subdivisés en grades (2e classe et 1re classe).
En 2021, l'Ined comprend :
- 10 unités de recherches thématiques :
  - Fécondité, familles, conjugalité
  - Genre, sexualité et inégalités
  - Mortalité, santé, épidémiologie
  - Logement, inégalités spatiales et trajectoires
  - Migrations internationales et minorités
  - Démographie économique
  - Histoire et populations
  - Mobilité, parcours et territoires
  - Santé et droits sexuels et reproductifs (Ined - Inserm - Paris Sud – Université Versailles Saint-Quentin-en-Yvelines)
  - Démographie des populations du Sud
- 2 unités mixtes de service :
  - Elfe – Étude longitudinale française depuis l’enfance (Ined-Inserm-EFS)
  - Unité de support du pôle documentaire du Campus Condorcet : Humathèque Condorcet
- 3 pôles transversaux :
  - Approche biographique et multiniveaux
  - Perspectives internationales
  - Vieillesses et vieillissements

Des services et directions d’appui à la recherche (Enquêtes et sondages, Méthodes statistiques, Éditions, Informatique et systèmes d’information, Relations internationales et partenariats, Communication) viennent compléter la structuration des activités de l’institut. L’Ined est le seul EPST à disposer d’un service d’enquêtes, ce qui le distingue de ses alter ego en Europe et hors-Europe. Il bénéficie par ailleurs de l'expertise de son service des méthodes statistiques, créé en 2007.

### Le plus grand institut européen de démographie
L’Ined rassemble un potentiel important de recherche en sciences démographiques et constitue le plus grand institut européen dans ce domaine. Il existe en Europe trois autres instituts de recherche en démographie au statut comparable à celui de l'Ined : le Netherlands Interdiciplinary Demography Institute (NIDI) à La Haye (Pays-Bas), l'Institut Max-Planck de démographie à Rostock (Allemagne) et le Vienna Institute of Demography (VID) à Vienne (Autriche), fondés respectivement en 1970, 1996 et 2002, en grande partie sur le modèle de l'Ined. Dans les autres pays d'Europe, les démographes exercent dans les centres universitaires ou les offices nationaux de statistique. L'Ined entretient des relations étroites avec ces divers instituts, que ce soit par le biais des projets de recherche de la Commission européenne ou par celui des consortiums internationaux liés à l'Organisation des Nations unies.
Depuis 2000, l'Ined héberge le siège mondial de l'Union internationale pour l'étude scientifique de la population.
De 2008 à 2012, le directeur de l'Ined a présidé la European Association for Population Studies (EAPS).
En mars 1998, après quinze années passées dans le 14e arrondissement de Paris, l'Ined s'est installé dans le 20e arrondissement de Paris, au 133, boulevard Davout,[réf. souhaitée].
Le 26 décembre 2019 l'Ined s'est installé à Aubervilliers au 9 cours des Humanités, dans un nouveau bâtiment dessiné par l'agence Antonini Darmon Architectes. Il est intégré au Campus Condorcet, dont il est l'un des membres fondateurs.
À l'occasion de ce déménagement, le fonds de la bibliothèque de l'Ined a rejoint les collections du Grand équipement documentaire du Campus Condorcet qui est délégataire au sein du groupement d'intérêt scientifique CollEx-Persée de l'ensemble pluridisciplinaire intitulé « Sociétés et populations ».

### Différences entre l'Ined et l'Insee
La recherche publique ne se confond pas avec la statistique publique mais, pour accomplir sa mission, l'Ined doit étroitement collaborer avec elle et, tout spécialement, avec l'Institut national de la statistique et des études économiques (Insee).
Il s'en distingue cependant par plusieurs traits. L'Insee est une direction du ministère de l'Économie et des finances, présente dans toutes les régions de France et employant plus de 5 000 personnes, chargée de la production de statistiques sur de nombreux domaines : conjoncture économique, statistiques d'entreprises, statistiques sociales et statistiques démographiques. L'Ined est un institut de recherche et d'études de 270 personnes, spécialisées dans le domaine démographique. Il dépend principalement du ministère de la recherche, avec une localisation unique à Aubervilliers (sachant que plusieurs de ses chercheurs séjournent longuement à l'étranger). C'est l'Insee qui calcule les indices démographiques de la France (natalité, mortalité, fécondité, espérance de vie) en se fondant sur l'état civil et sur le recensement de la population. C'est également l'Insee qui estime le solde migratoire à partir de données administratives et des résultats des recensements de population. Dans le cadre de leurs travaux, comme tout chercheur, les chercheurs de l'Ined peuvent retravailler ces données, les rectifier à l'occasion. Bénéficiant d'équipes spécialisées, l'Ined les analyse en profondeur et les complète par d'autres données (comme les premiers titres de séjour d'au moins un an délivrés par les préfectures). L'Ined produit lui-même des données inédites en organisant des enquêtes en particulier longitudinales, domaine d'excellence de l'institut unanimement reconnu. Autre différence : l'Insee a un rôle de producteur de données sur la France, alors que les travaux de recherche et d'études de l'Ined s'intéressent aux données démographiques du monde entier.

## Activités de recherche

### ... qui s'intéresse au monde entier
Au-delà de l’Europe, l’Ined est très impliqué dans des collaborations scientifiques avec l’Amérique du Nord et avec les pays du Sud, en raison des enjeux démographiques très forts dans ces pays, et du souhait de développer les capacités des pays du Sud dans la recherche en sciences de la population. Les recherches portent sur toute la palette des enjeux démographiques : fécondité et nuptialité, migrations internes et internationales, urbanisation, mortalité, santé et notamment santé sexuelle et reproductive… De nombreux projets s’intéressent à la situation de l’Afrique, qui affiche un accroissement démographique inédit, la persistance d’une fécondité élevée et des progrès sanitaires plus lents et plus incertains que dans les autres continents. L’Ined a un engagement fort et ancien dans plusieurs sites de suivi démographique au Sénégal, au Mali et au Burkina Faso, et une politique de partenariat avec des instituts nationaux de statistique et des instituts de recherche en Afrique. Il est aussi engagé de longue date dans les recherches sur le monde arabe et musulman (en particulier Maghreb, Iran et républiques ex-soviétiques d’Asie). Les recherches mettent en relation les transformations profondes qui y ont cours : transition démographique, développement économique, révolution numérique, transition énergétique, etc. dans un contexte d’aspirations plus individuelles. Enfin, l’Ined a également une expertise reconnue sur la démographie des géants démographiques que sont la Chine et l’Inde.

### Activité centrale: les enquêtes
La moitié du budget de recherche de l'Ined hors salaire est consacrée à la réalisation de grandes enquêtes auprès des ménages ou des individus (souvent en collaboration avec l'Insee). L'Ined est le seul établissement français de recherche à disposer à cet effet d'un Service des enquêtes et des sondages. Depuis les années 1980, on peut citer les enquêtes suivantes, réalisées parfois en collaboration avec des partenaires comme l’Insee ou l’Inserm :
- Formation des couples, 1983-1984
- Situations familiales, 1985
- 3Bis : biographie familiale, professionnelle et migratoire, 1988-1989
- Proches et parents, 1990
- Mobilité géographique et insertion sociale des immigrés (MGIS), 1992 (avec l'Insee)
- Analyse du comportement sexuel en France, 1992 (enquête Inserm avec le concours de l'Ined)
- Efforts éducatifs des familles, 1992 (enquête Insee avec le concours de l'Ined)
- Passage à l'âge adulte, 1993-1994
- Personnes sans domicile, 1994-1995
- Situations familiales et emploi, 1994
- Devenir des enfants naturels, 1996-1997
- Les anesthésistes-réanimateurs, 1998
- Étude de l'histoire familiale, ou enquête Famille, associée au recensement de 1999 (enquête Insee avec le concours de l'Ined)
- Biographie et entourage, 1999-2000 (Ile-de-France)
- Observatoire national de la mucoviscidose en France, 2000-2007
- Handicap, incapacités et dépendance en milieu carcéral (HID-prison), 2001 (avec l'Insee)
- Intentions de fécondité (3 passages), 1998, 2001, 2003
- Enquête Adoption dans 10 départements, 2003-2004
- Familles et employeurs, 2004-2005 (avec l'Insee et la Dares)
- Generations and gender, enquête internationale dont l'Ined réalise le volet français : Enquête sur les relations familiales et intergénérationnelles (ERFI), 2005 (avec l'Insee), 2008, 2011
- Contexte de la sexualité en France, 2006
- Enquête Excision et handicap, 2007-2009 (avec l'Université de Paris 1 [CRIDUP] et l'Université de Nice Sophia-Antipolis [URMIS])
- Trajectoires et origines des migrants et de leurs descendants (TeO), 2008 (avec l'Insee)
- Enquête sur les langues vivantes dans le monde de la recherche (Elvire), 2009
- Enquête sur la diversité des origines au ministère de l'Intérieur, 2009
- Migrations, famille et vieillissement dans les départements d'Outremer (MFV-Dom), 2009-2010 (avec l'Insee)
- Enquête sur les décisions médicales en fin de vie, 2010
- Enquête FÉcondité-CONtraception et Dysfonctions sexuelles (FECOND), en 2010 avec l'Inserm.
- Étude longitudinale française sur l'enfance (ELFE), lancée au printemps 2011 avec l'Inserm, l'Établissement français du sang et de nombreux partenaires auprès de 20 000 enfants nés dans 342 maternités françaises.
- Étude dans les services itinérants de jour et de nuit (SI2013), 2013
- Enquête auprès des personnes fréquentant les services d'hébergement ou de distribution de repas (SD2012), 2013
- Étude Longitudinale sur l'Autonomisation des jeunes après un Placement (ELAP), 2014
- Étude des Parcours Individuels et Conjugaux (EPIC), 2014
- Violences et rapports de genre : contextes et conséquences des violences subies par les femmes et les hommes (VIRAGE) - Volet Principal (2015)
- Enquête Violences et rapports de genre dans les Outre-mer (VIRAGE Outre-mer)
- Enquête Mon quartier mes voisins (MQMV), 2017-2019
- Enquête sur la famille en Polynésie Française (Feti’i e Fenua), 2019-2020, avec l’ISPF
- Enquête Trajectoires et Origines 2e édition (TeO2), 2019-2020, avec l’Insee
- Enquête Immigrés chinois à Paris et en région parisienne (ChIPRe), 2021
- Enquête Migrations - Famille - Vieillissement 2 (MFV2), 2020-2021, avec l’Insee
- Enquête Fin de vie dans les DOM (la Réunion, Martinique, Guadeloupe, Guyane), 2019-2022

## Ined Éditions

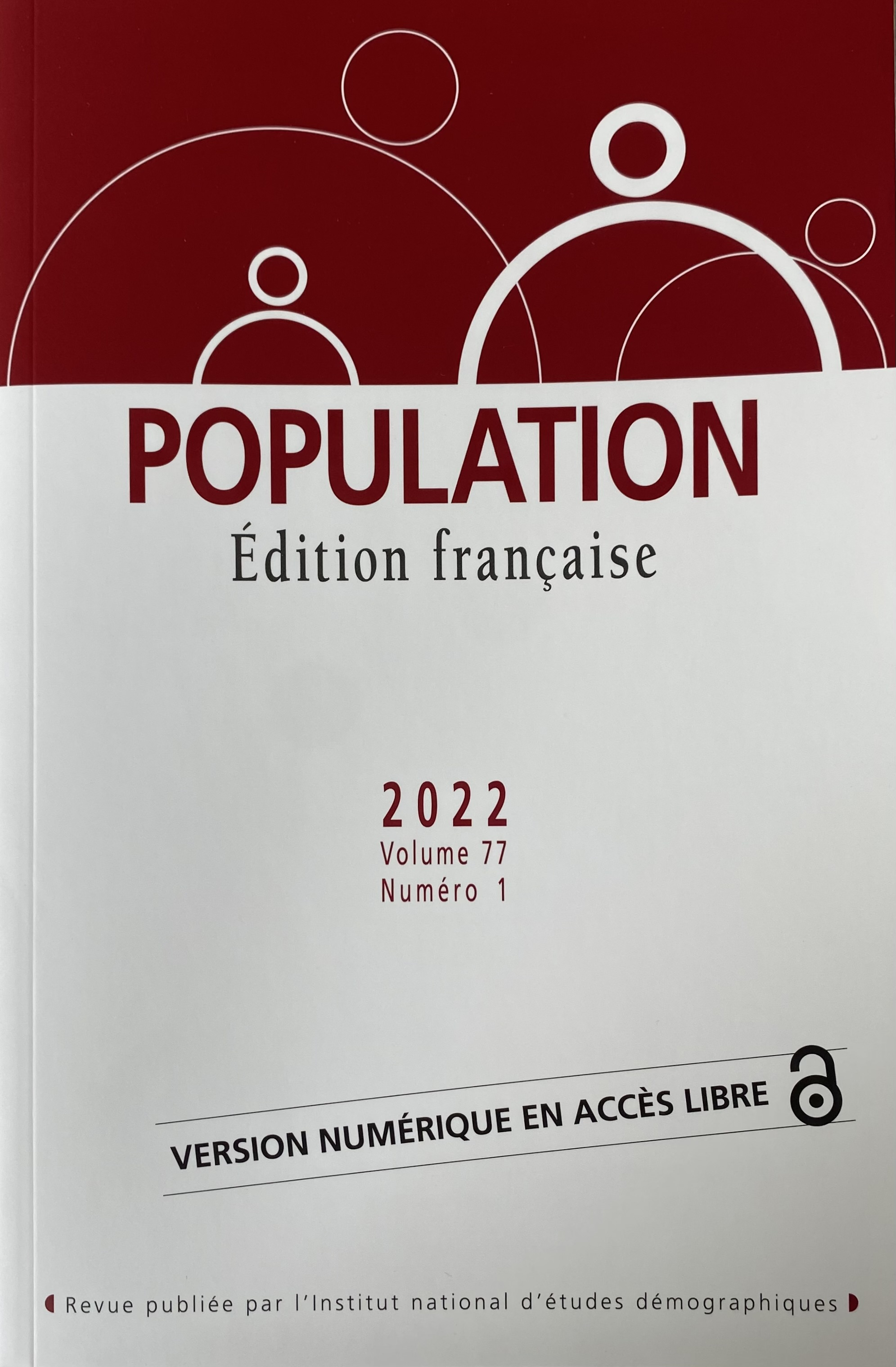
Population (2022)

Éditeur scientifique, l'Ined publie, sous forme imprimée et/ou numérique, des ouvrages de référence ainsi que des périodiques en français et en anglais. Le catalogue d’Ined Éditions comprend :
- Plus de 300 ouvrages, répartis dans différentes collections (Questions de populations, Grandes Enquêtes, Classiques de l’économie et de la population, Études et enquêtes historiques, Méthodes et savoirs, Les cahiers de l’Ined)
- Une publication en ligne, Mémoires européennes du goulag[12], diffusée en 4 langues (français, anglais, russe, polonais), qui expérimente une nouvelle forme d’édition en ligne associant étroitement textes scientifiques et données

Toutes les publications éditées par l’Ined sont soumises à validation par les pairs. Une partie croissante du catalogue est désormais accessible gratuitement en ligne sur différentes plateformes de diffusion numérique (Cairn.info, Cairn international, OpenEdition Books, Persée)

## Controverse
En 2019, le bulletin Population et Sociétés publie une étude de Patrick Simon, chercheur à l’Ined, et Baptiste Coulmont, professeur à l’École normale supérieure Paris-Saclay, sur les prénoms donnés par les immigrés à leurs enfants. L’étude établit que 77 % des descendants d'immigrés maghrébins portent un prénom « français » et donc non arabo-musulman. Selon ce travail de recherche, les trois premiers prénoms masculins les plus portés par les descendants d'immigrés maghrébins sont : Yanis, Nicolas et Mehdi.
Cette conclusion est contestée par Jean-François Mignot, chercheur au CNRS, qui met en ligne en août 2021 sur l’archive ouverte HAL un document de 357 pages, non validé par les pairs, dans lequel il accuse les deux chercheurs de fraude. Il affirme également que l'enquête statistique « Trajectoires et origines » (TeO) prend indûment en compte les descendants de pieds noirs, ce qui ferait mécaniquement augmenter le nombre de prénoms français parmi les descendants d'immigrés maghrébins. En utilisant la même catégorisation des prénoms que l'Ined, mais en s’appuyant sur une définition plus restrictive des descendants (qui ne tient pas compte des origines mixtes à la première génération) et sur des hypothèses très discutables pour corriger –à tort– l’inclusion de rapatriés dans l’enquête TeO, Jean-François Mignot aboutit à la conclusion selon laquelle « les petits-enfants d’immigrés du Maghreb sont non seulement ceux qui portent le plus souvent un prénom spécifique à leurs origines, mais aussi ceux qui portent le moins souvent un prénom "français" » et que « Karim » et « Nassim » sont les deux prénoms les plus portés en France par les petits-fils d'immigrés maghrébins.
En réponse à ces critiques, Baptiste Coulmont et Patrick Simon mettent en ligne sur l’archive ouverte Archined une réponse qui démonte l’argumentaire de Jean-François Mignot, en particulier sur le fait que les « Nicolas » identifiés seraient des petits-enfants de rapatriés. Le comité de rédaction de Population et Sociétés a par ailleurs rendu un avis sur le document produit par Jean-François Mignot qui comporte de grandes faiblesses scientifiques. Sur ce sujet sensible, la « controverse place néanmoins l'Ined dans une position inconfortable ». La démographe Michèle Tribalat, chercheuse retraitée de cet institut, prend le parti de Jean-François Mignot et dénonce « une fraude scientifique rendue possible en raison de la complaisance de l’Ined, mais plus généralement de l’écosystème de recherche sur la question migratoire ».
Compte tenu des accusations de manquements à l’intégrité scientifique portées contre Patrick Simon et Baptiste Coulmont, Magda Tomasini, directrice de l'Ined, a, de son côté, saisi le référent à l'intégrité scientifique (RIS) de l’Ined. Le RIS de l’Ined et la médiatrice intégrité scientifique de l’École normale supérieure Paris-Saclay ont remis un rapport en décembre 2021 qui lave les deux auteurs de tout soupçon de méconduite scientifique. Ce rapport a été communiqué au Conseil scientifique de l’Ined qui, lors d’une session exceptionnelle du 7 février 2022, a renouvelé sa pleine confiance dans l’Ined et a déploré la virulence des attaques de Jean-François Mignot.

### Livres
- Alain Girard, L'Institut national d'études démographiques : histoire et développement, Paris, Ined, 1986, 255 p.vision de l'intérieur, par un ancien chef de département.
- Hervé Le Bras, Marianne et les Lapins : L'Obsession démographique, Olivier Orban, 1991 (réimpr. 1992)critique, par un de ses membres, des manipulations scientifiques de l'INED dans un objectif de politique nataliste.
- Paul-André Rosental, L'Intelligence démographique : sciences et politiques des populations en France (1930-1960), Paris, Odile Jacob, 2003, 367 p.travail d'historien à partir d'archives et d'entretiens, très précis sur la genèse de l'Ined.

### Articles
- Gérard-François Dumont, « De Gaulle et les questions de population: Le Général à l’écoute d’Alfred Sauvy », Les Analyses de Population & Avenir, vol. no 18, no 14,‎ 30 décembre 2019, p. 1–14 (ISSN 2552-2078, DOI 10.3917/lap.018.0001, lire en ligne, consulté le 31 juillet 2023)